# Oskar Dorfler
Oskar Dorfler (ur. 23 lutego 1901, zm. ?) – zbrodniarz hitlerowski, członek załogi niemieckiego obozu koncentracyjnego Mauthausen-Gusen i SS-Rottenführer.
W latach 1941–1944 pełnił służbę w Wehrmachcie. Członek Waffen-SS od 1 września 1944. Od 22 czerwca 1944 do 5 maja 1945 był strażnikiem w Linz III, podobozie KL Mauthausen. Dorfler był wartownikiem w komandzie więźniów pracujących w fabryce zakładów Hermanna Göringa.  
W procesie załogi Mauthausen-Gusen (US vs. Josef Bartl i inni) skazany został na 3 lata pozbawienia wolności za bicie więźniów podczas nalotu alianckiego na przełomie stycznia i lutego 1945.